# Morakotiella salina
Morakotiella salina är en svampart som först beskrevs av C.A. Farrant & E.B.G. Jones, och fick sitt nu gällande namn av Sakay. 2005. Morakotiella salina ingår i släktet Morakotiella och familjen Halosphaeriaceae.  Artens status i Sverige är: Ej påträffad. Inga underarter finns listade i Catalogue of Life.